# رنگ سرب
رنگ سرب یا رنگ‌های ساخته شده از سرب رنگی است که محتوای اصلی آن سرب باشد. در این حالت، سرب با حالت‌های مختلف خود به عنوان رنگ‌دانه عمل می‌کند و باعث به وجود آمدن طیف‌های مختلفی از رنگ خواهد شد. سرب (II) کرومات (PbCrO4، "کروم زرد")، سرب (II, IV) اکسید، (Pb3O4، "سرب قرمز")، و سرب (II) کربنات (PbCO3، "سرب سفید") رایج‌ترین انواع آن می‌باشند. گاهی اوقات اضافه شدن سرب به رنگ صرفاً به خاطر سرعت بخشیدن به روند خشک شدن رنگ، افزایش دوام، حفظ کیفیت و ظاهر رنگ می‌باشد. همچنین رنگ‌های حاوی سرب مقاوت بالایی در برابر رطوبت دارند. این ترکیبات برای سلامتی و طبیعت مضر شناخته شده‌اند. در برخی کشورها استفاده از این ترکیبات ممنوع اعلام شده‌است. در کشورهایی مانند آمریکا و انگلستان با این که استفاده از این ترکیبات ممنوع می‌باشد، هنوز خانه‌هایی وجود دارند که این ترکیبات از گذشته‌های دور، در ترکیبات رنگ آمیزی آن‌ها وجود دارد.